# Генерал-адмирал Апраксин (броненосец)
«Генерал-адмирал Апраксин» («Окиносима» [沖ノ島]) — броненосец береговой обороны Российского императорского и Японского императорского флотов. В русском флоте назывался в честь Ф. М. Апраксина. В японском флоте был назван в честь города Окиносима.

## Постройка и испытания
Заложен на Новом Адмиралтействе в Санкт-Петербурге 20 мая 1895 года в рамках программы усиленного судостроения, принятой в 1890 году. Строился по проекту броненосца «Адмирал Ушаков», став третьим кораблём этого типа. В феврале 1895 года стало понятно, что «Генерал-адмирал Апраксин» имеет сильную перегрузку: осадка превышала проектную на 0,3 метра. В качестве меры для снижения перегрузки кораблестроитель Д. В. Скворцов предлагал отказаться от башенной установки и уменьшить толщину всей бортовой брони. Его предложение было отвергнуто и Морской технический комитет принял решение о сокращении количества орудий главного калибра до трёх.
К началу 1896 года готовность «Апраксина» по корпусу была доведена до 54,5 %. Спуск корабля на воду состоялся 30 апреля 1896 года, а первый выход на пробу машин — осенью 1897 года. В ходе испытаний нового броненосца было отмечено низкое качество корпусных работ.

## Служба

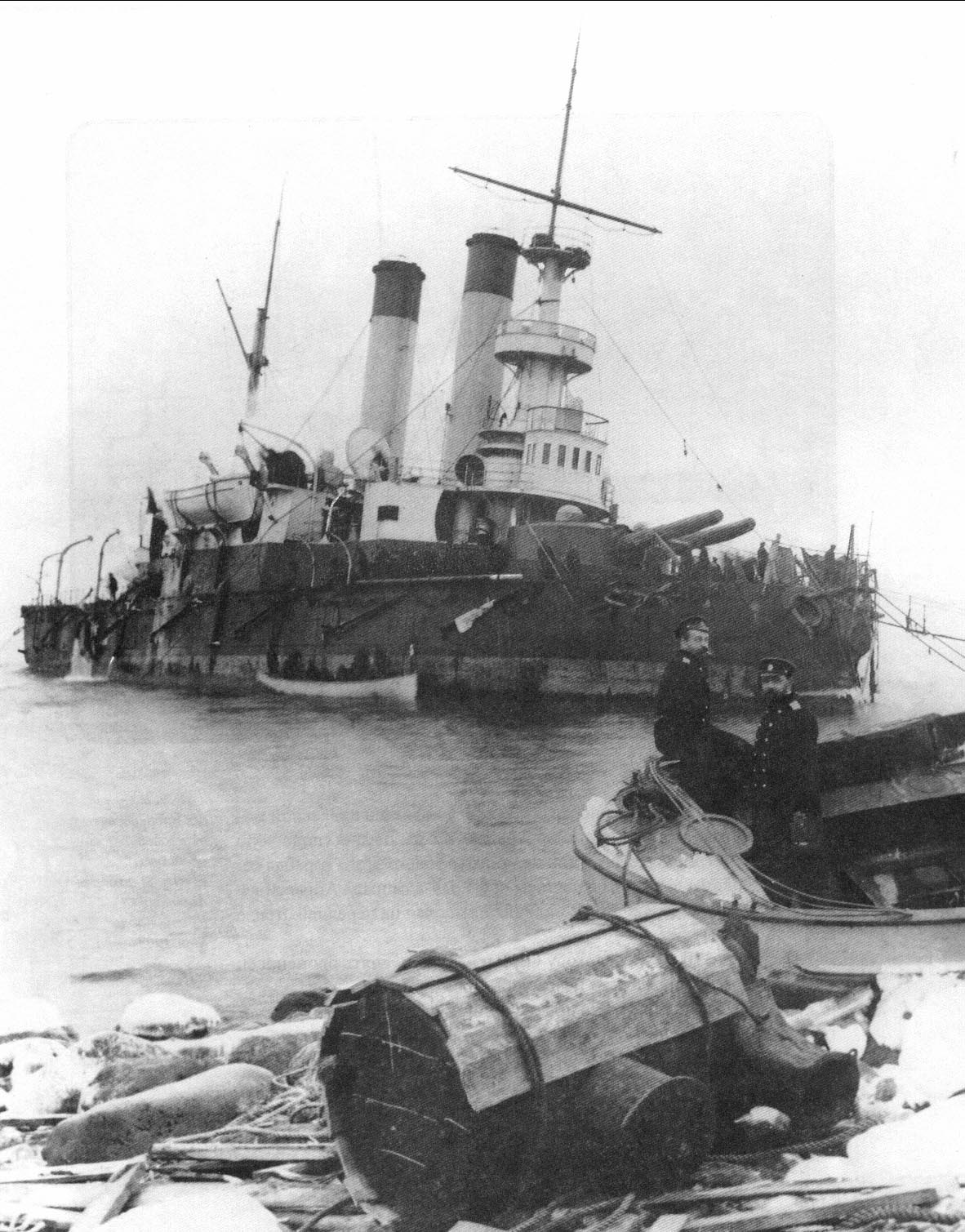
«Генерал-адмирал Апраксин» на камнях у острова Гогланд, апрель 1900 года.

### Довоенная служба
14 августа 1899 года «Генерал-адмирал Апраксин» вышел в море для перехода в Копенгаген. В это время столицу Дании посетил Николай II. 14 сентября броненосец покинул заграничные воды и через два дня прибыл в Кронштадт. 21 сентября он окончил кампанию, не разоружаясь, с тем чтобы после окончания достроечных работ направиться в Либаву.
12 ноября 1899 года «Генерал-адмирал Апраксин» вышел из Кронштадта на зимовку в Либаву и в 3 часа ночи при сильной метели выскочил на камни у южной оконечности острова Гогланд. Самостоятельно сняться с мели  не удалось, а через час в носовой кочегарке показалась вода, которая быстро прибывала. В декабре корабль оказался в ледовом плену и сообщение с ним поддерживал в основном ледокол «Ермак». В январе 1900 года для оперативного обмена телеграммами с терпящим бедствие кораблём на острове Гогланд была установлена станция беспроводной связи, позволявшая впервые в России обмениваться сообщениями на расстоянии около 46 км с аналогичной станцией на острове Кутсало.

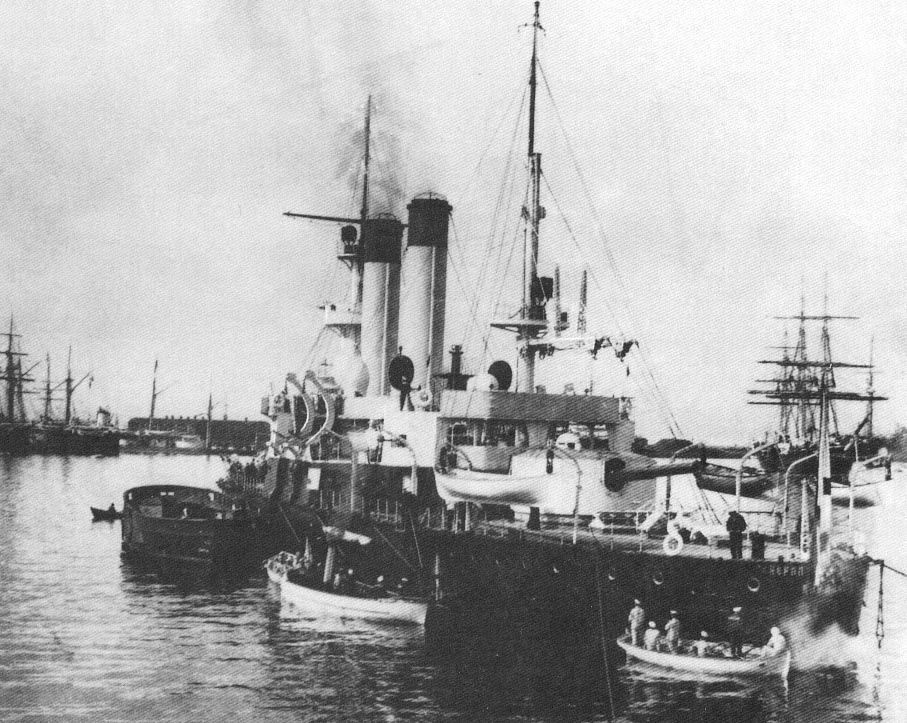
«Генерал-адмирал Апраксин» в Кронштадте, май 1902 года

В конце января 1900 года руководителем спасательных работ на Гогланде назначили контр-адмирала З. П. Рожественского, который привлёк к участию в спасении корабля специалистов по горному делу. Только после успешного окончания подрывных работ «Ермаку» 11 апреля 1900 года удалось снять броненосец с камней. Ремонт повреждений броненосца средствами Кронштадтского порта, завершенный в 1901 году, обошелся казне более чем в 175 тыс. руб., не считая стоимости спасательных работ.
Кампании 1902—1904 годов «Генерал-адмирал Апраксин» провёл в Учебном артиллерийском отряде, принимая участие в учениях и манёврах. В ноябре 1904 года «Генерал-адмирал Апраксин» вместе с «Адмиралом Ушаковым» и «Адмиралом Сенявиным» был назначен в состав Отдельного отряда судов будущей Третьей Тихоокеанской эскадры для немедленного следования на Дальний Восток — на усиление Второй Тихоокеанской эскадры.

### Кампания 1904 года и переход на Дальний Восток
Броненосец начал новую кампанию 22 декабря 1904 года. Во время подготовки к походу на броненосец были установлены станция беспроволочного телеграфирования системы «Сляби-Арко», два дальномера Барра и Струда (на фор-марсе и на кормовом мостике), оптические прицелы Перепелкина к 254-мм и 120-мм орудиям, два из последних были заменены на новые из-за большого «расстрела». Офицерский состав корабля частично обновился, однако на своём посту остался командир корабля Н. Г. Лишин.
2 февраля 1905 года «Генерал-адмирал Апраксин» в составе Отдельного отряда контр-адмирала Н. И. Небогатова вышел из Либавы на Дальний Восток. Вместе с отрядом броненосец совершил длительный переход к Цусимскому проливу, где в составе Второй Тихоокеанской эскадры принял участие в Цусимском сражении.

### Цусимское сражение
К 6 часам утра 14 мая русская эскадра, сохраняя ночной походный строй, увеличила ход с 6 до 9 уз. Левую колонну кораблей вёл «Император Николай I» под флагом адмирала Н. И. Небогатова, за которым в кильватер держали «Генерал-адмирал Апраксин», «Адмирал Сенявин» и «Адмирал Ушаков». Носовой башней «Апраксина» командовал лейтенант П. О. Шишко, кормовой — лейтенант С. Л. Трухачев.
В первой фазе боя «Генерал-адмирал Апраксин» с дистанции 56 кабельтовых пробовал стрелять по «Микаса», но вскоре его старший артиллерист лейтенант Г. Н. Таубе с разрешения командира перенёс огонь на «Ниссин». В 16 часов броненосец начал получать попадания: 203-мм снаряд с крейсеров эскадры вице-адмирала Х. Камимуры поразил кормовую башню у амбразуры 254-мм орудия, разрыв снаряда приподнял крышу и затруднил вращение башни, хотя и не пробил броню. Осколки снаряда убили одного и ранили несколько комендоров, а командир башни лейтенант С. Л. Трухачев был контужен, но остался на посту. 120-мм снаряд попал в кают-компанию. Ещё одним снарядом неизвестного калибра был снесен гафель, осколки других вывели из строя сеть антенну беспроволочного телеграфа. Всего на «Апраксине» было убито 2 и ранено 10 человек. В течение ночи броненосец отражал атаки японских миноносцев и сумел не отстать от главных сил отряда Н. И. Небогатова. Всего за 14 мая и в ночь на 15 мая броненосец выпустил до 153 254-мм снарядов и до 460 120-мм снарядов.

Утром 15 мая отряд в составе эскадренных броненосцев «Император Николай I», «Орёл», броненосцев береговой обороны «Генерал-адмирал Апраксин», «Адмирал Сенявин» и крейсера «Изумруд» был окружен превосходящими силами противника. По свидетельству очевидцев, Н. Г. Лишин на мостике произнёс:
Ну что же.. Влопались... умрём.
Офицеры и команда броненосца, по мнению историков и очевидцев, были готовы сражаться до последнего и умереть. Один из комендоров броненосца, не дожидаясь приказания, дал пристрелочный выстрел из орудия, однако огонь был прекращён из-за того, что на «Императоре Николае I» взвился сигнал о сдаче. Все корабли отряда последовали сигналу адмирала (кроме крейсера «Изумруд», который сумел уйти от противника) и вскоре на них были высажены японские призовые команды. Незадолго до этого по приказанию лейтенанта Таубе комендоры выбросили за борт замки мелких орудий и прицелы. «Апраксин» с призовой командой был направлен в японский порт.

### В составе японского флота

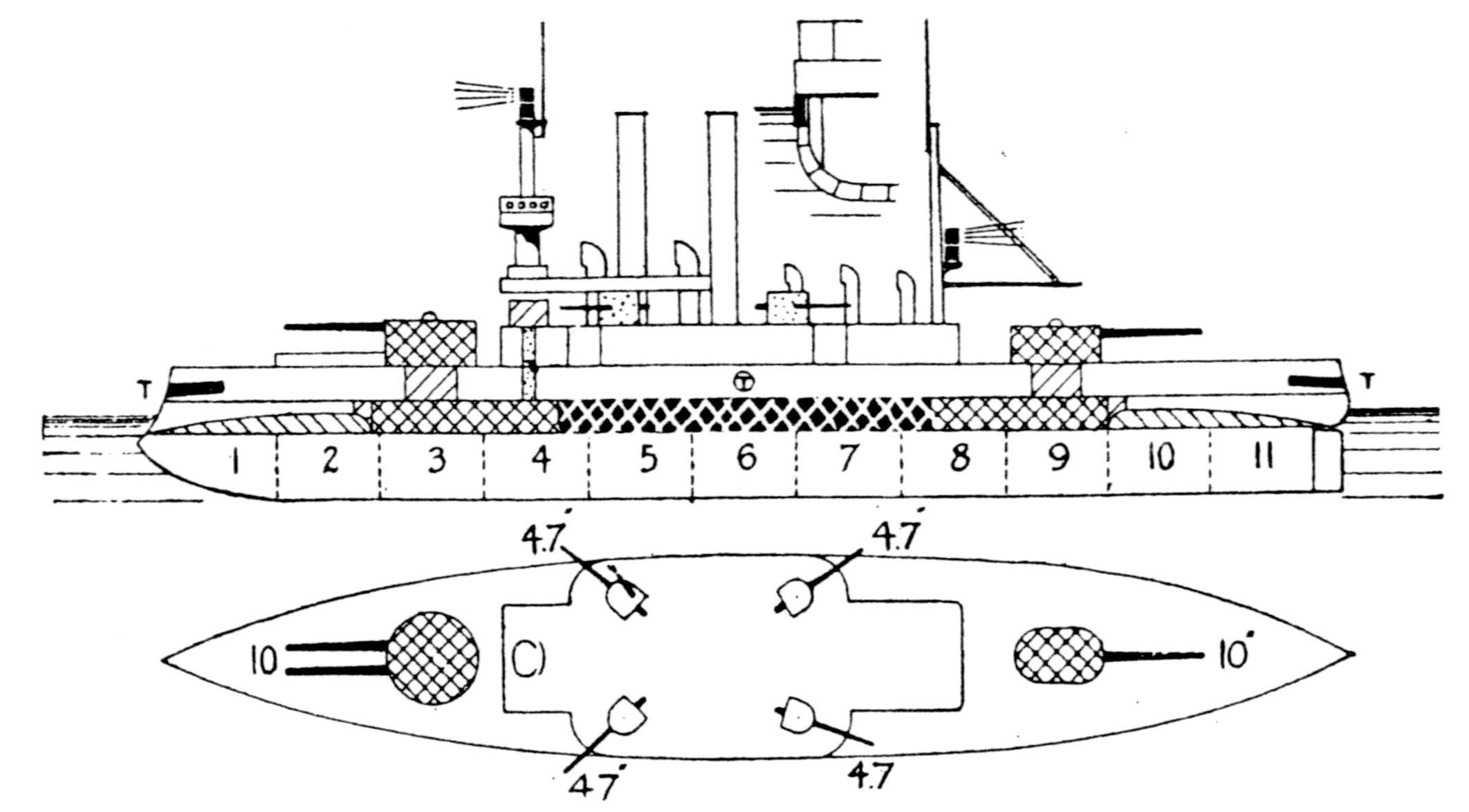
Схема корабля

Быстро введенный в строй и переименованный в «Окиносима» корабль участвовал в захвате Сахалина японскими войсками. После войны броненосец приписали к Сасебо в качестве учебного корабля. В начале Первой мировой войны его использовали для участия в захвате Циндао (в составе второй дивизии броненосцев береговой обороны второй эскадры), и затем до 1915 года он выполнял дозорные функции, а позднее был частично разоружён и использовался как плавказарма для кадетов. Из списков «Окиносима» вычеркнули в 1926 году (по другим данным, в 1922 году). Затем он был блокшивом и в 1939 году разобран на металл.

## Командиры
- 13.06.1896—1898.06.12. капитан 1-го ранга Н. А. Римский-Корсаков
- 06.12.1898—1899.25.01. капитан 1-го ранга Д. Д. Всеволожский
- 25.01.1899—1902.07.01. капитан 2-го ранга В. В. фон Линдестрем
- 07.01.1902—1903.06.04. капитан 1-го ранга А. С. Загорянский-Кисель
- 06.04.1903—1905.15.05. капитан 1-го ранга Н. Г. Лишин

## Командиры в японском флоте
- хх.05.1905—1905.хх.хх. Уэмура Цунэкити
- 12.12.1905—1907.хх.хх. Гитаро Исии
- 15.10.1907—1908.хх.хх. С. Хидэсима
- 20.02.1908—хх.04.1908. Юдзабуро Усиба
- 01.12.1914—1915.хх.06. Тэруфуки Хори
- 01.12.1916—1918.хх.07. Хироси Фурукава